# Centaurea globurensis
Centaurea globurensis — вид квіткових рослин айстрових (Asteraceae). Ендемік пд.-зх. Румунії.